# Утугай
Утугай (эвенк. трёхгодовалый олень) — река в Амурской области России.
Длина — 285 км, площадь водосборного бассейна — 2260 км². Исток — на южном склоне Станового хребта. Русло извилистое. Является левым притоком Брянты, но, как и другой приток в нижнем течении — Унаха, впадает непосредственно в Зейское водохранилище, так как устье залито его водами. В среднем течении пересекается линией Дальневосточной железной дороги.

## Данные водного реестра
По данным государственного водного реестра России относится к Амурскому бассейновому округу, речной бассейн реки Амур, речной подбассейн реки — Зея,
водохозяйственный участок реки — Зея от истока до Зейского гидроузла.
По данным геоинформационной системы водохозяйственного районирования территории РФ, подготовленной Федеральным агентством водных ресурсов:
- Код водного объекта в государственном водном реестре — 20030400112118100026675
- Код по гидрологической изученности (ГИ) — 118102667
- Код бассейна — 20.03.04.001
- Номер тома по ГИ — 18
- Выпуск по ГИ — 1

### Основные притоки (км от устья)
- 161 км: река Утанак (пр)
- 208 км: река Гуды (пр)